# Grimshaw (échecs)
Pour les articles homonymes, voir Grimshaw.
Le Grimshaw est un thème de problèmes d'échecs dans lequel deux pièces noires s'interceptent mutuellement sur une même case. Le nom vient du problémiste britannique du XIXe siècle Walter Grimshaw.

## Premier exemple de problème
Le problème ci-contre est un mat en deux coups d'A. G. Corrias, publié dans Good Companion en 1917.
|   | a | b | c | d | e | f | g | h |   |
| 8 | Fou blanc sur case noire a7 · Roi blanc sur case blanche d7 · Dame blanche sur case blanche h7 · Pion noir sur case noire f6 · Roi noir sur case blanche d5 · Pion noir sur case blanche c4 · Pion blanc sur case noire f4 · Pion noir sur case noire a3 · Pion noir sur case blanche h3 · Tour noire sur case blanche a2 · Fou noir sur case noire a1 | Fou blanc sur case noire a7 · Roi blanc sur case blanche d7 · Dame blanche sur case blanche h7 · Pion noir sur case noire f6 · Roi noir sur case blanche d5 · Pion noir sur case blanche c4 · Pion blanc sur case noire f4 · Pion noir sur case noire a3 · Pion noir sur case blanche h3 · Tour noire sur case blanche a2 · Fou noir sur case noire a1 | Fou blanc sur case noire a7 · Roi blanc sur case blanche d7 · Dame blanche sur case blanche h7 · Pion noir sur case noire f6 · Roi noir sur case blanche d5 · Pion noir sur case blanche c4 · Pion blanc sur case noire f4 · Pion noir sur case noire a3 · Pion noir sur case blanche h3 · Tour noire sur case blanche a2 · Fou noir sur case noire a1 | Fou blanc sur case noire a7 · Roi blanc sur case blanche d7 · Dame blanche sur case blanche h7 · Pion noir sur case noire f6 · Roi noir sur case blanche d5 · Pion noir sur case blanche c4 · Pion blanc sur case noire f4 · Pion noir sur case noire a3 · Pion noir sur case blanche h3 · Tour noire sur case blanche a2 · Fou noir sur case noire a1 | Fou blanc sur case noire a7 · Roi blanc sur case blanche d7 · Dame blanche sur case blanche h7 · Pion noir sur case noire f6 · Roi noir sur case blanche d5 · Pion noir sur case blanche c4 · Pion blanc sur case noire f4 · Pion noir sur case noire a3 · Pion noir sur case blanche h3 · Tour noire sur case blanche a2 · Fou noir sur case noire a1 | Fou blanc sur case noire a7 · Roi blanc sur case blanche d7 · Dame blanche sur case blanche h7 · Pion noir sur case noire f6 · Roi noir sur case blanche d5 · Pion noir sur case blanche c4 · Pion blanc sur case noire f4 · Pion noir sur case noire a3 · Pion noir sur case blanche h3 · Tour noire sur case blanche a2 · Fou noir sur case noire a1 | Fou blanc sur case noire a7 · Roi blanc sur case blanche d7 · Dame blanche sur case blanche h7 · Pion noir sur case noire f6 · Roi noir sur case blanche d5 · Pion noir sur case blanche c4 · Pion blanc sur case noire f4 · Pion noir sur case noire a3 · Pion noir sur case blanche h3 · Tour noire sur case blanche a2 · Fou noir sur case noire a1 | Fou blanc sur case noire a7 · Roi blanc sur case blanche d7 · Dame blanche sur case blanche h7 · Pion noir sur case noire f6 · Roi noir sur case blanche d5 · Pion noir sur case blanche c4 · Pion blanc sur case noire f4 · Pion noir sur case noire a3 · Pion noir sur case blanche h3 · Tour noire sur case blanche a2 · Fou noir sur case noire a1 | 8 |
| 7 | Fou blanc sur case noire a7 · Roi blanc sur case blanche d7 · Dame blanche sur case blanche h7 · Pion noir sur case noire f6 · Roi noir sur case blanche d5 · Pion noir sur case blanche c4 · Pion blanc sur case noire f4 · Pion noir sur case noire a3 · Pion noir sur case blanche h3 · Tour noire sur case blanche a2 · Fou noir sur case noire a1 | Fou blanc sur case noire a7 · Roi blanc sur case blanche d7 · Dame blanche sur case blanche h7 · Pion noir sur case noire f6 · Roi noir sur case blanche d5 · Pion noir sur case blanche c4 · Pion blanc sur case noire f4 · Pion noir sur case noire a3 · Pion noir sur case blanche h3 · Tour noire sur case blanche a2 · Fou noir sur case noire a1 | Fou blanc sur case noire a7 · Roi blanc sur case blanche d7 · Dame blanche sur case blanche h7 · Pion noir sur case noire f6 · Roi noir sur case blanche d5 · Pion noir sur case blanche c4 · Pion blanc sur case noire f4 · Pion noir sur case noire a3 · Pion noir sur case blanche h3 · Tour noire sur case blanche a2 · Fou noir sur case noire a1 | Fou blanc sur case noire a7 · Roi blanc sur case blanche d7 · Dame blanche sur case blanche h7 · Pion noir sur case noire f6 · Roi noir sur case blanche d5 · Pion noir sur case blanche c4 · Pion blanc sur case noire f4 · Pion noir sur case noire a3 · Pion noir sur case blanche h3 · Tour noire sur case blanche a2 · Fou noir sur case noire a1 | Fou blanc sur case noire a7 · Roi blanc sur case blanche d7 · Dame blanche sur case blanche h7 · Pion noir sur case noire f6 · Roi noir sur case blanche d5 · Pion noir sur case blanche c4 · Pion blanc sur case noire f4 · Pion noir sur case noire a3 · Pion noir sur case blanche h3 · Tour noire sur case blanche a2 · Fou noir sur case noire a1 | Fou blanc sur case noire a7 · Roi blanc sur case blanche d7 · Dame blanche sur case blanche h7 · Pion noir sur case noire f6 · Roi noir sur case blanche d5 · Pion noir sur case blanche c4 · Pion blanc sur case noire f4 · Pion noir sur case noire a3 · Pion noir sur case blanche h3 · Tour noire sur case blanche a2 · Fou noir sur case noire a1 | Fou blanc sur case noire a7 · Roi blanc sur case blanche d7 · Dame blanche sur case blanche h7 · Pion noir sur case noire f6 · Roi noir sur case blanche d5 · Pion noir sur case blanche c4 · Pion blanc sur case noire f4 · Pion noir sur case noire a3 · Pion noir sur case blanche h3 · Tour noire sur case blanche a2 · Fou noir sur case noire a1 | Fou blanc sur case noire a7 · Roi blanc sur case blanche d7 · Dame blanche sur case blanche h7 · Pion noir sur case noire f6 · Roi noir sur case blanche d5 · Pion noir sur case blanche c4 · Pion blanc sur case noire f4 · Pion noir sur case noire a3 · Pion noir sur case blanche h3 · Tour noire sur case blanche a2 · Fou noir sur case noire a1 | 7 |
| 6 | Fou blanc sur case noire a7 · Roi blanc sur case blanche d7 · Dame blanche sur case blanche h7 · Pion noir sur case noire f6 · Roi noir sur case blanche d5 · Pion noir sur case blanche c4 · Pion blanc sur case noire f4 · Pion noir sur case noire a3 · Pion noir sur case blanche h3 · Tour noire sur case blanche a2 · Fou noir sur case noire a1 | Fou blanc sur case noire a7 · Roi blanc sur case blanche d7 · Dame blanche sur case blanche h7 · Pion noir sur case noire f6 · Roi noir sur case blanche d5 · Pion noir sur case blanche c4 · Pion blanc sur case noire f4 · Pion noir sur case noire a3 · Pion noir sur case blanche h3 · Tour noire sur case blanche a2 · Fou noir sur case noire a1 | Fou blanc sur case noire a7 · Roi blanc sur case blanche d7 · Dame blanche sur case blanche h7 · Pion noir sur case noire f6 · Roi noir sur case blanche d5 · Pion noir sur case blanche c4 · Pion blanc sur case noire f4 · Pion noir sur case noire a3 · Pion noir sur case blanche h3 · Tour noire sur case blanche a2 · Fou noir sur case noire a1 | Fou blanc sur case noire a7 · Roi blanc sur case blanche d7 · Dame blanche sur case blanche h7 · Pion noir sur case noire f6 · Roi noir sur case blanche d5 · Pion noir sur case blanche c4 · Pion blanc sur case noire f4 · Pion noir sur case noire a3 · Pion noir sur case blanche h3 · Tour noire sur case blanche a2 · Fou noir sur case noire a1 | Fou blanc sur case noire a7 · Roi blanc sur case blanche d7 · Dame blanche sur case blanche h7 · Pion noir sur case noire f6 · Roi noir sur case blanche d5 · Pion noir sur case blanche c4 · Pion blanc sur case noire f4 · Pion noir sur case noire a3 · Pion noir sur case blanche h3 · Tour noire sur case blanche a2 · Fou noir sur case noire a1 | Fou blanc sur case noire a7 · Roi blanc sur case blanche d7 · Dame blanche sur case blanche h7 · Pion noir sur case noire f6 · Roi noir sur case blanche d5 · Pion noir sur case blanche c4 · Pion blanc sur case noire f4 · Pion noir sur case noire a3 · Pion noir sur case blanche h3 · Tour noire sur case blanche a2 · Fou noir sur case noire a1 | Fou blanc sur case noire a7 · Roi blanc sur case blanche d7 · Dame blanche sur case blanche h7 · Pion noir sur case noire f6 · Roi noir sur case blanche d5 · Pion noir sur case blanche c4 · Pion blanc sur case noire f4 · Pion noir sur case noire a3 · Pion noir sur case blanche h3 · Tour noire sur case blanche a2 · Fou noir sur case noire a1 | Fou blanc sur case noire a7 · Roi blanc sur case blanche d7 · Dame blanche sur case blanche h7 · Pion noir sur case noire f6 · Roi noir sur case blanche d5 · Pion noir sur case blanche c4 · Pion blanc sur case noire f4 · Pion noir sur case noire a3 · Pion noir sur case blanche h3 · Tour noire sur case blanche a2 · Fou noir sur case noire a1 | 6 |
| 5 | Fou blanc sur case noire a7 · Roi blanc sur case blanche d7 · Dame blanche sur case blanche h7 · Pion noir sur case noire f6 · Roi noir sur case blanche d5 · Pion noir sur case blanche c4 · Pion blanc sur case noire f4 · Pion noir sur case noire a3 · Pion noir sur case blanche h3 · Tour noire sur case blanche a2 · Fou noir sur case noire a1 | Fou blanc sur case noire a7 · Roi blanc sur case blanche d7 · Dame blanche sur case blanche h7 · Pion noir sur case noire f6 · Roi noir sur case blanche d5 · Pion noir sur case blanche c4 · Pion blanc sur case noire f4 · Pion noir sur case noire a3 · Pion noir sur case blanche h3 · Tour noire sur case blanche a2 · Fou noir sur case noire a1 | Fou blanc sur case noire a7 · Roi blanc sur case blanche d7 · Dame blanche sur case blanche h7 · Pion noir sur case noire f6 · Roi noir sur case blanche d5 · Pion noir sur case blanche c4 · Pion blanc sur case noire f4 · Pion noir sur case noire a3 · Pion noir sur case blanche h3 · Tour noire sur case blanche a2 · Fou noir sur case noire a1 | Fou blanc sur case noire a7 · Roi blanc sur case blanche d7 · Dame blanche sur case blanche h7 · Pion noir sur case noire f6 · Roi noir sur case blanche d5 · Pion noir sur case blanche c4 · Pion blanc sur case noire f4 · Pion noir sur case noire a3 · Pion noir sur case blanche h3 · Tour noire sur case blanche a2 · Fou noir sur case noire a1 | Fou blanc sur case noire a7 · Roi blanc sur case blanche d7 · Dame blanche sur case blanche h7 · Pion noir sur case noire f6 · Roi noir sur case blanche d5 · Pion noir sur case blanche c4 · Pion blanc sur case noire f4 · Pion noir sur case noire a3 · Pion noir sur case blanche h3 · Tour noire sur case blanche a2 · Fou noir sur case noire a1 | Fou blanc sur case noire a7 · Roi blanc sur case blanche d7 · Dame blanche sur case blanche h7 · Pion noir sur case noire f6 · Roi noir sur case blanche d5 · Pion noir sur case blanche c4 · Pion blanc sur case noire f4 · Pion noir sur case noire a3 · Pion noir sur case blanche h3 · Tour noire sur case blanche a2 · Fou noir sur case noire a1 | Fou blanc sur case noire a7 · Roi blanc sur case blanche d7 · Dame blanche sur case blanche h7 · Pion noir sur case noire f6 · Roi noir sur case blanche d5 · Pion noir sur case blanche c4 · Pion blanc sur case noire f4 · Pion noir sur case noire a3 · Pion noir sur case blanche h3 · Tour noire sur case blanche a2 · Fou noir sur case noire a1 | Fou blanc sur case noire a7 · Roi blanc sur case blanche d7 · Dame blanche sur case blanche h7 · Pion noir sur case noire f6 · Roi noir sur case blanche d5 · Pion noir sur case blanche c4 · Pion blanc sur case noire f4 · Pion noir sur case noire a3 · Pion noir sur case blanche h3 · Tour noire sur case blanche a2 · Fou noir sur case noire a1 | 5 |
| 4 | Fou blanc sur case noire a7 · Roi blanc sur case blanche d7 · Dame blanche sur case blanche h7 · Pion noir sur case noire f6 · Roi noir sur case blanche d5 · Pion noir sur case blanche c4 · Pion blanc sur case noire f4 · Pion noir sur case noire a3 · Pion noir sur case blanche h3 · Tour noire sur case blanche a2 · Fou noir sur case noire a1 | Fou blanc sur case noire a7 · Roi blanc sur case blanche d7 · Dame blanche sur case blanche h7 · Pion noir sur case noire f6 · Roi noir sur case blanche d5 · Pion noir sur case blanche c4 · Pion blanc sur case noire f4 · Pion noir sur case noire a3 · Pion noir sur case blanche h3 · Tour noire sur case blanche a2 · Fou noir sur case noire a1 | Fou blanc sur case noire a7 · Roi blanc sur case blanche d7 · Dame blanche sur case blanche h7 · Pion noir sur case noire f6 · Roi noir sur case blanche d5 · Pion noir sur case blanche c4 · Pion blanc sur case noire f4 · Pion noir sur case noire a3 · Pion noir sur case blanche h3 · Tour noire sur case blanche a2 · Fou noir sur case noire a1 | Fou blanc sur case noire a7 · Roi blanc sur case blanche d7 · Dame blanche sur case blanche h7 · Pion noir sur case noire f6 · Roi noir sur case blanche d5 · Pion noir sur case blanche c4 · Pion blanc sur case noire f4 · Pion noir sur case noire a3 · Pion noir sur case blanche h3 · Tour noire sur case blanche a2 · Fou noir sur case noire a1 | Fou blanc sur case noire a7 · Roi blanc sur case blanche d7 · Dame blanche sur case blanche h7 · Pion noir sur case noire f6 · Roi noir sur case blanche d5 · Pion noir sur case blanche c4 · Pion blanc sur case noire f4 · Pion noir sur case noire a3 · Pion noir sur case blanche h3 · Tour noire sur case blanche a2 · Fou noir sur case noire a1 | Fou blanc sur case noire a7 · Roi blanc sur case blanche d7 · Dame blanche sur case blanche h7 · Pion noir sur case noire f6 · Roi noir sur case blanche d5 · Pion noir sur case blanche c4 · Pion blanc sur case noire f4 · Pion noir sur case noire a3 · Pion noir sur case blanche h3 · Tour noire sur case blanche a2 · Fou noir sur case noire a1 | Fou blanc sur case noire a7 · Roi blanc sur case blanche d7 · Dame blanche sur case blanche h7 · Pion noir sur case noire f6 · Roi noir sur case blanche d5 · Pion noir sur case blanche c4 · Pion blanc sur case noire f4 · Pion noir sur case noire a3 · Pion noir sur case blanche h3 · Tour noire sur case blanche a2 · Fou noir sur case noire a1 | Fou blanc sur case noire a7 · Roi blanc sur case blanche d7 · Dame blanche sur case blanche h7 · Pion noir sur case noire f6 · Roi noir sur case blanche d5 · Pion noir sur case blanche c4 · Pion blanc sur case noire f4 · Pion noir sur case noire a3 · Pion noir sur case blanche h3 · Tour noire sur case blanche a2 · Fou noir sur case noire a1 | 4 |
| 3 | Fou blanc sur case noire a7 · Roi blanc sur case blanche d7 · Dame blanche sur case blanche h7 · Pion noir sur case noire f6 · Roi noir sur case blanche d5 · Pion noir sur case blanche c4 · Pion blanc sur case noire f4 · Pion noir sur case noire a3 · Pion noir sur case blanche h3 · Tour noire sur case blanche a2 · Fou noir sur case noire a1 | Fou blanc sur case noire a7 · Roi blanc sur case blanche d7 · Dame blanche sur case blanche h7 · Pion noir sur case noire f6 · Roi noir sur case blanche d5 · Pion noir sur case blanche c4 · Pion blanc sur case noire f4 · Pion noir sur case noire a3 · Pion noir sur case blanche h3 · Tour noire sur case blanche a2 · Fou noir sur case noire a1 | Fou blanc sur case noire a7 · Roi blanc sur case blanche d7 · Dame blanche sur case blanche h7 · Pion noir sur case noire f6 · Roi noir sur case blanche d5 · Pion noir sur case blanche c4 · Pion blanc sur case noire f4 · Pion noir sur case noire a3 · Pion noir sur case blanche h3 · Tour noire sur case blanche a2 · Fou noir sur case noire a1 | Fou blanc sur case noire a7 · Roi blanc sur case blanche d7 · Dame blanche sur case blanche h7 · Pion noir sur case noire f6 · Roi noir sur case blanche d5 · Pion noir sur case blanche c4 · Pion blanc sur case noire f4 · Pion noir sur case noire a3 · Pion noir sur case blanche h3 · Tour noire sur case blanche a2 · Fou noir sur case noire a1 | Fou blanc sur case noire a7 · Roi blanc sur case blanche d7 · Dame blanche sur case blanche h7 · Pion noir sur case noire f6 · Roi noir sur case blanche d5 · Pion noir sur case blanche c4 · Pion blanc sur case noire f4 · Pion noir sur case noire a3 · Pion noir sur case blanche h3 · Tour noire sur case blanche a2 · Fou noir sur case noire a1 | Fou blanc sur case noire a7 · Roi blanc sur case blanche d7 · Dame blanche sur case blanche h7 · Pion noir sur case noire f6 · Roi noir sur case blanche d5 · Pion noir sur case blanche c4 · Pion blanc sur case noire f4 · Pion noir sur case noire a3 · Pion noir sur case blanche h3 · Tour noire sur case blanche a2 · Fou noir sur case noire a1 | Fou blanc sur case noire a7 · Roi blanc sur case blanche d7 · Dame blanche sur case blanche h7 · Pion noir sur case noire f6 · Roi noir sur case blanche d5 · Pion noir sur case blanche c4 · Pion blanc sur case noire f4 · Pion noir sur case noire a3 · Pion noir sur case blanche h3 · Tour noire sur case blanche a2 · Fou noir sur case noire a1 | Fou blanc sur case noire a7 · Roi blanc sur case blanche d7 · Dame blanche sur case blanche h7 · Pion noir sur case noire f6 · Roi noir sur case blanche d5 · Pion noir sur case blanche c4 · Pion blanc sur case noire f4 · Pion noir sur case noire a3 · Pion noir sur case blanche h3 · Tour noire sur case blanche a2 · Fou noir sur case noire a1 | 3 |
| 2 | Fou blanc sur case noire a7 · Roi blanc sur case blanche d7 · Dame blanche sur case blanche h7 · Pion noir sur case noire f6 · Roi noir sur case blanche d5 · Pion noir sur case blanche c4 · Pion blanc sur case noire f4 · Pion noir sur case noire a3 · Pion noir sur case blanche h3 · Tour noire sur case blanche a2 · Fou noir sur case noire a1 | Fou blanc sur case noire a7 · Roi blanc sur case blanche d7 · Dame blanche sur case blanche h7 · Pion noir sur case noire f6 · Roi noir sur case blanche d5 · Pion noir sur case blanche c4 · Pion blanc sur case noire f4 · Pion noir sur case noire a3 · Pion noir sur case blanche h3 · Tour noire sur case blanche a2 · Fou noir sur case noire a1 | Fou blanc sur case noire a7 · Roi blanc sur case blanche d7 · Dame blanche sur case blanche h7 · Pion noir sur case noire f6 · Roi noir sur case blanche d5 · Pion noir sur case blanche c4 · Pion blanc sur case noire f4 · Pion noir sur case noire a3 · Pion noir sur case blanche h3 · Tour noire sur case blanche a2 · Fou noir sur case noire a1 | Fou blanc sur case noire a7 · Roi blanc sur case blanche d7 · Dame blanche sur case blanche h7 · Pion noir sur case noire f6 · Roi noir sur case blanche d5 · Pion noir sur case blanche c4 · Pion blanc sur case noire f4 · Pion noir sur case noire a3 · Pion noir sur case blanche h3 · Tour noire sur case blanche a2 · Fou noir sur case noire a1 | Fou blanc sur case noire a7 · Roi blanc sur case blanche d7 · Dame blanche sur case blanche h7 · Pion noir sur case noire f6 · Roi noir sur case blanche d5 · Pion noir sur case blanche c4 · Pion blanc sur case noire f4 · Pion noir sur case noire a3 · Pion noir sur case blanche h3 · Tour noire sur case blanche a2 · Fou noir sur case noire a1 | Fou blanc sur case noire a7 · Roi blanc sur case blanche d7 · Dame blanche sur case blanche h7 · Pion noir sur case noire f6 · Roi noir sur case blanche d5 · Pion noir sur case blanche c4 · Pion blanc sur case noire f4 · Pion noir sur case noire a3 · Pion noir sur case blanche h3 · Tour noire sur case blanche a2 · Fou noir sur case noire a1 | Fou blanc sur case noire a7 · Roi blanc sur case blanche d7 · Dame blanche sur case blanche h7 · Pion noir sur case noire f6 · Roi noir sur case blanche d5 · Pion noir sur case blanche c4 · Pion blanc sur case noire f4 · Pion noir sur case noire a3 · Pion noir sur case blanche h3 · Tour noire sur case blanche a2 · Fou noir sur case noire a1 | Fou blanc sur case noire a7 · Roi blanc sur case blanche d7 · Dame blanche sur case blanche h7 · Pion noir sur case noire f6 · Roi noir sur case blanche d5 · Pion noir sur case blanche c4 · Pion blanc sur case noire f4 · Pion noir sur case noire a3 · Pion noir sur case blanche h3 · Tour noire sur case blanche a2 · Fou noir sur case noire a1 | 2 |
| 1 | Fou blanc sur case noire a7 · Roi blanc sur case blanche d7 · Dame blanche sur case blanche h7 · Pion noir sur case noire f6 · Roi noir sur case blanche d5 · Pion noir sur case blanche c4 · Pion blanc sur case noire f4 · Pion noir sur case noire a3 · Pion noir sur case blanche h3 · Tour noire sur case blanche a2 · Fou noir sur case noire a1 | Fou blanc sur case noire a7 · Roi blanc sur case blanche d7 · Dame blanche sur case blanche h7 · Pion noir sur case noire f6 · Roi noir sur case blanche d5 · Pion noir sur case blanche c4 · Pion blanc sur case noire f4 · Pion noir sur case noire a3 · Pion noir sur case blanche h3 · Tour noire sur case blanche a2 · Fou noir sur case noire a1 | Fou blanc sur case noire a7 · Roi blanc sur case blanche d7 · Dame blanche sur case blanche h7 · Pion noir sur case noire f6 · Roi noir sur case blanche d5 · Pion noir sur case blanche c4 · Pion blanc sur case noire f4 · Pion noir sur case noire a3 · Pion noir sur case blanche h3 · Tour noire sur case blanche a2 · Fou noir sur case noire a1 | Fou blanc sur case noire a7 · Roi blanc sur case blanche d7 · Dame blanche sur case blanche h7 · Pion noir sur case noire f6 · Roi noir sur case blanche d5 · Pion noir sur case blanche c4 · Pion blanc sur case noire f4 · Pion noir sur case noire a3 · Pion noir sur case blanche h3 · Tour noire sur case blanche a2 · Fou noir sur case noire a1 | Fou blanc sur case noire a7 · Roi blanc sur case blanche d7 · Dame blanche sur case blanche h7 · Pion noir sur case noire f6 · Roi noir sur case blanche d5 · Pion noir sur case blanche c4 · Pion blanc sur case noire f4 · Pion noir sur case noire a3 · Pion noir sur case blanche h3 · Tour noire sur case blanche a2 · Fou noir sur case noire a1 | Fou blanc sur case noire a7 · Roi blanc sur case blanche d7 · Dame blanche sur case blanche h7 · Pion noir sur case noire f6 · Roi noir sur case blanche d5 · Pion noir sur case blanche c4 · Pion blanc sur case noire f4 · Pion noir sur case noire a3 · Pion noir sur case blanche h3 · Tour noire sur case blanche a2 · Fou noir sur case noire a1 | Fou blanc sur case noire a7 · Roi blanc sur case blanche d7 · Dame blanche sur case blanche h7 · Pion noir sur case noire f6 · Roi noir sur case blanche d5 · Pion noir sur case blanche c4 · Pion blanc sur case noire f4 · Pion noir sur case noire a3 · Pion noir sur case blanche h3 · Tour noire sur case blanche a2 · Fou noir sur case noire a1 | Fou blanc sur case noire a7 · Roi blanc sur case blanche d7 · Dame blanche sur case blanche h7 · Pion noir sur case noire f6 · Roi noir sur case blanche d5 · Pion noir sur case blanche c4 · Pion blanc sur case noire f4 · Pion noir sur case noire a3 · Pion noir sur case blanche h3 · Tour noire sur case blanche a2 · Fou noir sur case noire a1 | 1 |
|   | a | b | c | d | e | f | g | h |   |

Les Blancs jouent un coup puis doivent faire mat en un coup contre toute défense des Noirs. La clé du problème (le premier coup) est 1.Db1 qui menace 2.Db7# (une menace est un mat qui surviendrait après un coup quelconque des noirs, on dit un coup neutre).
Les Noirs peuvent se défendre contre cette menace en jouant sur b2, rendant ainsi impossible le coup 2.Db7 :
1) Les Noirs jouent 1...Fb2 le Fou intercepte la Tour a2 lui interdisant ainsi l'accès à la 2e rangée, et à la case g2 notamment. Cela permet aux Blancs de jouer 2.Dh1#.
2) Les noirs jouent 1...Tb2 la Tour intercepte le Fou a1 lui interdisant ainsi l'accès à la diagonale b2-h8, et à la case e5 notamment. Ceci permet aux Blancs de jouer 2.Df5#.
Les Noirs peuvent encore se défendre en jouant :  1...c3 ce qui prépare une fuite en c4 pour le Roi noir, afin de pouvoir répondre à 2.Db7+ Rc4!, mais ce coup abandonne la garde de d3 et intercepte le Fa1 par rapport à d4, ce qui permet 2.Dd3#.
Il y a sur b2 une interception mutuelle entre deux pièces noires à marches différentes - sans capture de pièce blanche sur la case d'interception - ce qui constitue un Grimshaw.

## Deuxième exemple
Le 'Grimshaw est une des thèmes les plus courants dans les mats directs. Les pièces en jeu sont habituellement la Tour et le Fou, comme dans l'exemple précédent. Cependant des Grimshaws avec pions sont aussi possibles, comme dans le mat en deux coups suivant de Frank Janet, publié dans St.Louis Globe Democrat en 1916 :
|   | a | b | c | d | e | f | g | h |   |
| 8 | Fou noir sur case blanche g8 · Cavalier noir sur case noire c7 · Pion noir sur case noire e7 · Pion noir sur case blanche h7 · Tour noire sur case blanche a4 · Roi noir sur case noire f4 · Cavalier blanc sur case blanche g4 · Roi blanc sur case noire h4 · Cavalier blanc sur case noire e3 · Pion noir sur case blanche f3 · Fou blanc sur case blanche c2 · Pion blanc sur case noire f2 · Dame blanche sur case blanche d1 · Cavalier noir sur case blanche f1 | Fou noir sur case blanche g8 · Cavalier noir sur case noire c7 · Pion noir sur case noire e7 · Pion noir sur case blanche h7 · Tour noire sur case blanche a4 · Roi noir sur case noire f4 · Cavalier blanc sur case blanche g4 · Roi blanc sur case noire h4 · Cavalier blanc sur case noire e3 · Pion noir sur case blanche f3 · Fou blanc sur case blanche c2 · Pion blanc sur case noire f2 · Dame blanche sur case blanche d1 · Cavalier noir sur case blanche f1 | Fou noir sur case blanche g8 · Cavalier noir sur case noire c7 · Pion noir sur case noire e7 · Pion noir sur case blanche h7 · Tour noire sur case blanche a4 · Roi noir sur case noire f4 · Cavalier blanc sur case blanche g4 · Roi blanc sur case noire h4 · Cavalier blanc sur case noire e3 · Pion noir sur case blanche f3 · Fou blanc sur case blanche c2 · Pion blanc sur case noire f2 · Dame blanche sur case blanche d1 · Cavalier noir sur case blanche f1 | Fou noir sur case blanche g8 · Cavalier noir sur case noire c7 · Pion noir sur case noire e7 · Pion noir sur case blanche h7 · Tour noire sur case blanche a4 · Roi noir sur case noire f4 · Cavalier blanc sur case blanche g4 · Roi blanc sur case noire h4 · Cavalier blanc sur case noire e3 · Pion noir sur case blanche f3 · Fou blanc sur case blanche c2 · Pion blanc sur case noire f2 · Dame blanche sur case blanche d1 · Cavalier noir sur case blanche f1 | Fou noir sur case blanche g8 · Cavalier noir sur case noire c7 · Pion noir sur case noire e7 · Pion noir sur case blanche h7 · Tour noire sur case blanche a4 · Roi noir sur case noire f4 · Cavalier blanc sur case blanche g4 · Roi blanc sur case noire h4 · Cavalier blanc sur case noire e3 · Pion noir sur case blanche f3 · Fou blanc sur case blanche c2 · Pion blanc sur case noire f2 · Dame blanche sur case blanche d1 · Cavalier noir sur case blanche f1 | Fou noir sur case blanche g8 · Cavalier noir sur case noire c7 · Pion noir sur case noire e7 · Pion noir sur case blanche h7 · Tour noire sur case blanche a4 · Roi noir sur case noire f4 · Cavalier blanc sur case blanche g4 · Roi blanc sur case noire h4 · Cavalier blanc sur case noire e3 · Pion noir sur case blanche f3 · Fou blanc sur case blanche c2 · Pion blanc sur case noire f2 · Dame blanche sur case blanche d1 · Cavalier noir sur case blanche f1 | Fou noir sur case blanche g8 · Cavalier noir sur case noire c7 · Pion noir sur case noire e7 · Pion noir sur case blanche h7 · Tour noire sur case blanche a4 · Roi noir sur case noire f4 · Cavalier blanc sur case blanche g4 · Roi blanc sur case noire h4 · Cavalier blanc sur case noire e3 · Pion noir sur case blanche f3 · Fou blanc sur case blanche c2 · Pion blanc sur case noire f2 · Dame blanche sur case blanche d1 · Cavalier noir sur case blanche f1 | Fou noir sur case blanche g8 · Cavalier noir sur case noire c7 · Pion noir sur case noire e7 · Pion noir sur case blanche h7 · Tour noire sur case blanche a4 · Roi noir sur case noire f4 · Cavalier blanc sur case blanche g4 · Roi blanc sur case noire h4 · Cavalier blanc sur case noire e3 · Pion noir sur case blanche f3 · Fou blanc sur case blanche c2 · Pion blanc sur case noire f2 · Dame blanche sur case blanche d1 · Cavalier noir sur case blanche f1 | 8 |
| 7 | Fou noir sur case blanche g8 · Cavalier noir sur case noire c7 · Pion noir sur case noire e7 · Pion noir sur case blanche h7 · Tour noire sur case blanche a4 · Roi noir sur case noire f4 · Cavalier blanc sur case blanche g4 · Roi blanc sur case noire h4 · Cavalier blanc sur case noire e3 · Pion noir sur case blanche f3 · Fou blanc sur case blanche c2 · Pion blanc sur case noire f2 · Dame blanche sur case blanche d1 · Cavalier noir sur case blanche f1 | Fou noir sur case blanche g8 · Cavalier noir sur case noire c7 · Pion noir sur case noire e7 · Pion noir sur case blanche h7 · Tour noire sur case blanche a4 · Roi noir sur case noire f4 · Cavalier blanc sur case blanche g4 · Roi blanc sur case noire h4 · Cavalier blanc sur case noire e3 · Pion noir sur case blanche f3 · Fou blanc sur case blanche c2 · Pion blanc sur case noire f2 · Dame blanche sur case blanche d1 · Cavalier noir sur case blanche f1 | Fou noir sur case blanche g8 · Cavalier noir sur case noire c7 · Pion noir sur case noire e7 · Pion noir sur case blanche h7 · Tour noire sur case blanche a4 · Roi noir sur case noire f4 · Cavalier blanc sur case blanche g4 · Roi blanc sur case noire h4 · Cavalier blanc sur case noire e3 · Pion noir sur case blanche f3 · Fou blanc sur case blanche c2 · Pion blanc sur case noire f2 · Dame blanche sur case blanche d1 · Cavalier noir sur case blanche f1 | Fou noir sur case blanche g8 · Cavalier noir sur case noire c7 · Pion noir sur case noire e7 · Pion noir sur case blanche h7 · Tour noire sur case blanche a4 · Roi noir sur case noire f4 · Cavalier blanc sur case blanche g4 · Roi blanc sur case noire h4 · Cavalier blanc sur case noire e3 · Pion noir sur case blanche f3 · Fou blanc sur case blanche c2 · Pion blanc sur case noire f2 · Dame blanche sur case blanche d1 · Cavalier noir sur case blanche f1 | Fou noir sur case blanche g8 · Cavalier noir sur case noire c7 · Pion noir sur case noire e7 · Pion noir sur case blanche h7 · Tour noire sur case blanche a4 · Roi noir sur case noire f4 · Cavalier blanc sur case blanche g4 · Roi blanc sur case noire h4 · Cavalier blanc sur case noire e3 · Pion noir sur case blanche f3 · Fou blanc sur case blanche c2 · Pion blanc sur case noire f2 · Dame blanche sur case blanche d1 · Cavalier noir sur case blanche f1 | Fou noir sur case blanche g8 · Cavalier noir sur case noire c7 · Pion noir sur case noire e7 · Pion noir sur case blanche h7 · Tour noire sur case blanche a4 · Roi noir sur case noire f4 · Cavalier blanc sur case blanche g4 · Roi blanc sur case noire h4 · Cavalier blanc sur case noire e3 · Pion noir sur case blanche f3 · Fou blanc sur case blanche c2 · Pion blanc sur case noire f2 · Dame blanche sur case blanche d1 · Cavalier noir sur case blanche f1 | Fou noir sur case blanche g8 · Cavalier noir sur case noire c7 · Pion noir sur case noire e7 · Pion noir sur case blanche h7 · Tour noire sur case blanche a4 · Roi noir sur case noire f4 · Cavalier blanc sur case blanche g4 · Roi blanc sur case noire h4 · Cavalier blanc sur case noire e3 · Pion noir sur case blanche f3 · Fou blanc sur case blanche c2 · Pion blanc sur case noire f2 · Dame blanche sur case blanche d1 · Cavalier noir sur case blanche f1 | Fou noir sur case blanche g8 · Cavalier noir sur case noire c7 · Pion noir sur case noire e7 · Pion noir sur case blanche h7 · Tour noire sur case blanche a4 · Roi noir sur case noire f4 · Cavalier blanc sur case blanche g4 · Roi blanc sur case noire h4 · Cavalier blanc sur case noire e3 · Pion noir sur case blanche f3 · Fou blanc sur case blanche c2 · Pion blanc sur case noire f2 · Dame blanche sur case blanche d1 · Cavalier noir sur case blanche f1 | 7 |
| 6 | Fou noir sur case blanche g8 · Cavalier noir sur case noire c7 · Pion noir sur case noire e7 · Pion noir sur case blanche h7 · Tour noire sur case blanche a4 · Roi noir sur case noire f4 · Cavalier blanc sur case blanche g4 · Roi blanc sur case noire h4 · Cavalier blanc sur case noire e3 · Pion noir sur case blanche f3 · Fou blanc sur case blanche c2 · Pion blanc sur case noire f2 · Dame blanche sur case blanche d1 · Cavalier noir sur case blanche f1 | Fou noir sur case blanche g8 · Cavalier noir sur case noire c7 · Pion noir sur case noire e7 · Pion noir sur case blanche h7 · Tour noire sur case blanche a4 · Roi noir sur case noire f4 · Cavalier blanc sur case blanche g4 · Roi blanc sur case noire h4 · Cavalier blanc sur case noire e3 · Pion noir sur case blanche f3 · Fou blanc sur case blanche c2 · Pion blanc sur case noire f2 · Dame blanche sur case blanche d1 · Cavalier noir sur case blanche f1 | Fou noir sur case blanche g8 · Cavalier noir sur case noire c7 · Pion noir sur case noire e7 · Pion noir sur case blanche h7 · Tour noire sur case blanche a4 · Roi noir sur case noire f4 · Cavalier blanc sur case blanche g4 · Roi blanc sur case noire h4 · Cavalier blanc sur case noire e3 · Pion noir sur case blanche f3 · Fou blanc sur case blanche c2 · Pion blanc sur case noire f2 · Dame blanche sur case blanche d1 · Cavalier noir sur case blanche f1 | Fou noir sur case blanche g8 · Cavalier noir sur case noire c7 · Pion noir sur case noire e7 · Pion noir sur case blanche h7 · Tour noire sur case blanche a4 · Roi noir sur case noire f4 · Cavalier blanc sur case blanche g4 · Roi blanc sur case noire h4 · Cavalier blanc sur case noire e3 · Pion noir sur case blanche f3 · Fou blanc sur case blanche c2 · Pion blanc sur case noire f2 · Dame blanche sur case blanche d1 · Cavalier noir sur case blanche f1 | Fou noir sur case blanche g8 · Cavalier noir sur case noire c7 · Pion noir sur case noire e7 · Pion noir sur case blanche h7 · Tour noire sur case blanche a4 · Roi noir sur case noire f4 · Cavalier blanc sur case blanche g4 · Roi blanc sur case noire h4 · Cavalier blanc sur case noire e3 · Pion noir sur case blanche f3 · Fou blanc sur case blanche c2 · Pion blanc sur case noire f2 · Dame blanche sur case blanche d1 · Cavalier noir sur case blanche f1 | Fou noir sur case blanche g8 · Cavalier noir sur case noire c7 · Pion noir sur case noire e7 · Pion noir sur case blanche h7 · Tour noire sur case blanche a4 · Roi noir sur case noire f4 · Cavalier blanc sur case blanche g4 · Roi blanc sur case noire h4 · Cavalier blanc sur case noire e3 · Pion noir sur case blanche f3 · Fou blanc sur case blanche c2 · Pion blanc sur case noire f2 · Dame blanche sur case blanche d1 · Cavalier noir sur case blanche f1 | Fou noir sur case blanche g8 · Cavalier noir sur case noire c7 · Pion noir sur case noire e7 · Pion noir sur case blanche h7 · Tour noire sur case blanche a4 · Roi noir sur case noire f4 · Cavalier blanc sur case blanche g4 · Roi blanc sur case noire h4 · Cavalier blanc sur case noire e3 · Pion noir sur case blanche f3 · Fou blanc sur case blanche c2 · Pion blanc sur case noire f2 · Dame blanche sur case blanche d1 · Cavalier noir sur case blanche f1 | Fou noir sur case blanche g8 · Cavalier noir sur case noire c7 · Pion noir sur case noire e7 · Pion noir sur case blanche h7 · Tour noire sur case blanche a4 · Roi noir sur case noire f4 · Cavalier blanc sur case blanche g4 · Roi blanc sur case noire h4 · Cavalier blanc sur case noire e3 · Pion noir sur case blanche f3 · Fou blanc sur case blanche c2 · Pion blanc sur case noire f2 · Dame blanche sur case blanche d1 · Cavalier noir sur case blanche f1 | 6 |
| 5 | Fou noir sur case blanche g8 · Cavalier noir sur case noire c7 · Pion noir sur case noire e7 · Pion noir sur case blanche h7 · Tour noire sur case blanche a4 · Roi noir sur case noire f4 · Cavalier blanc sur case blanche g4 · Roi blanc sur case noire h4 · Cavalier blanc sur case noire e3 · Pion noir sur case blanche f3 · Fou blanc sur case blanche c2 · Pion blanc sur case noire f2 · Dame blanche sur case blanche d1 · Cavalier noir sur case blanche f1 | Fou noir sur case blanche g8 · Cavalier noir sur case noire c7 · Pion noir sur case noire e7 · Pion noir sur case blanche h7 · Tour noire sur case blanche a4 · Roi noir sur case noire f4 · Cavalier blanc sur case blanche g4 · Roi blanc sur case noire h4 · Cavalier blanc sur case noire e3 · Pion noir sur case blanche f3 · Fou blanc sur case blanche c2 · Pion blanc sur case noire f2 · Dame blanche sur case blanche d1 · Cavalier noir sur case blanche f1 | Fou noir sur case blanche g8 · Cavalier noir sur case noire c7 · Pion noir sur case noire e7 · Pion noir sur case blanche h7 · Tour noire sur case blanche a4 · Roi noir sur case noire f4 · Cavalier blanc sur case blanche g4 · Roi blanc sur case noire h4 · Cavalier blanc sur case noire e3 · Pion noir sur case blanche f3 · Fou blanc sur case blanche c2 · Pion blanc sur case noire f2 · Dame blanche sur case blanche d1 · Cavalier noir sur case blanche f1 | Fou noir sur case blanche g8 · Cavalier noir sur case noire c7 · Pion noir sur case noire e7 · Pion noir sur case blanche h7 · Tour noire sur case blanche a4 · Roi noir sur case noire f4 · Cavalier blanc sur case blanche g4 · Roi blanc sur case noire h4 · Cavalier blanc sur case noire e3 · Pion noir sur case blanche f3 · Fou blanc sur case blanche c2 · Pion blanc sur case noire f2 · Dame blanche sur case blanche d1 · Cavalier noir sur case blanche f1 | Fou noir sur case blanche g8 · Cavalier noir sur case noire c7 · Pion noir sur case noire e7 · Pion noir sur case blanche h7 · Tour noire sur case blanche a4 · Roi noir sur case noire f4 · Cavalier blanc sur case blanche g4 · Roi blanc sur case noire h4 · Cavalier blanc sur case noire e3 · Pion noir sur case blanche f3 · Fou blanc sur case blanche c2 · Pion blanc sur case noire f2 · Dame blanche sur case blanche d1 · Cavalier noir sur case blanche f1 | Fou noir sur case blanche g8 · Cavalier noir sur case noire c7 · Pion noir sur case noire e7 · Pion noir sur case blanche h7 · Tour noire sur case blanche a4 · Roi noir sur case noire f4 · Cavalier blanc sur case blanche g4 · Roi blanc sur case noire h4 · Cavalier blanc sur case noire e3 · Pion noir sur case blanche f3 · Fou blanc sur case blanche c2 · Pion blanc sur case noire f2 · Dame blanche sur case blanche d1 · Cavalier noir sur case blanche f1 | Fou noir sur case blanche g8 · Cavalier noir sur case noire c7 · Pion noir sur case noire e7 · Pion noir sur case blanche h7 · Tour noire sur case blanche a4 · Roi noir sur case noire f4 · Cavalier blanc sur case blanche g4 · Roi blanc sur case noire h4 · Cavalier blanc sur case noire e3 · Pion noir sur case blanche f3 · Fou blanc sur case blanche c2 · Pion blanc sur case noire f2 · Dame blanche sur case blanche d1 · Cavalier noir sur case blanche f1 | Fou noir sur case blanche g8 · Cavalier noir sur case noire c7 · Pion noir sur case noire e7 · Pion noir sur case blanche h7 · Tour noire sur case blanche a4 · Roi noir sur case noire f4 · Cavalier blanc sur case blanche g4 · Roi blanc sur case noire h4 · Cavalier blanc sur case noire e3 · Pion noir sur case blanche f3 · Fou blanc sur case blanche c2 · Pion blanc sur case noire f2 · Dame blanche sur case blanche d1 · Cavalier noir sur case blanche f1 | 5 |
| 4 | Fou noir sur case blanche g8 · Cavalier noir sur case noire c7 · Pion noir sur case noire e7 · Pion noir sur case blanche h7 · Tour noire sur case blanche a4 · Roi noir sur case noire f4 · Cavalier blanc sur case blanche g4 · Roi blanc sur case noire h4 · Cavalier blanc sur case noire e3 · Pion noir sur case blanche f3 · Fou blanc sur case blanche c2 · Pion blanc sur case noire f2 · Dame blanche sur case blanche d1 · Cavalier noir sur case blanche f1 | Fou noir sur case blanche g8 · Cavalier noir sur case noire c7 · Pion noir sur case noire e7 · Pion noir sur case blanche h7 · Tour noire sur case blanche a4 · Roi noir sur case noire f4 · Cavalier blanc sur case blanche g4 · Roi blanc sur case noire h4 · Cavalier blanc sur case noire e3 · Pion noir sur case blanche f3 · Fou blanc sur case blanche c2 · Pion blanc sur case noire f2 · Dame blanche sur case blanche d1 · Cavalier noir sur case blanche f1 | Fou noir sur case blanche g8 · Cavalier noir sur case noire c7 · Pion noir sur case noire e7 · Pion noir sur case blanche h7 · Tour noire sur case blanche a4 · Roi noir sur case noire f4 · Cavalier blanc sur case blanche g4 · Roi blanc sur case noire h4 · Cavalier blanc sur case noire e3 · Pion noir sur case blanche f3 · Fou blanc sur case blanche c2 · Pion blanc sur case noire f2 · Dame blanche sur case blanche d1 · Cavalier noir sur case blanche f1 | Fou noir sur case blanche g8 · Cavalier noir sur case noire c7 · Pion noir sur case noire e7 · Pion noir sur case blanche h7 · Tour noire sur case blanche a4 · Roi noir sur case noire f4 · Cavalier blanc sur case blanche g4 · Roi blanc sur case noire h4 · Cavalier blanc sur case noire e3 · Pion noir sur case blanche f3 · Fou blanc sur case blanche c2 · Pion blanc sur case noire f2 · Dame blanche sur case blanche d1 · Cavalier noir sur case blanche f1 | Fou noir sur case blanche g8 · Cavalier noir sur case noire c7 · Pion noir sur case noire e7 · Pion noir sur case blanche h7 · Tour noire sur case blanche a4 · Roi noir sur case noire f4 · Cavalier blanc sur case blanche g4 · Roi blanc sur case noire h4 · Cavalier blanc sur case noire e3 · Pion noir sur case blanche f3 · Fou blanc sur case blanche c2 · Pion blanc sur case noire f2 · Dame blanche sur case blanche d1 · Cavalier noir sur case blanche f1 | Fou noir sur case blanche g8 · Cavalier noir sur case noire c7 · Pion noir sur case noire e7 · Pion noir sur case blanche h7 · Tour noire sur case blanche a4 · Roi noir sur case noire f4 · Cavalier blanc sur case blanche g4 · Roi blanc sur case noire h4 · Cavalier blanc sur case noire e3 · Pion noir sur case blanche f3 · Fou blanc sur case blanche c2 · Pion blanc sur case noire f2 · Dame blanche sur case blanche d1 · Cavalier noir sur case blanche f1 | Fou noir sur case blanche g8 · Cavalier noir sur case noire c7 · Pion noir sur case noire e7 · Pion noir sur case blanche h7 · Tour noire sur case blanche a4 · Roi noir sur case noire f4 · Cavalier blanc sur case blanche g4 · Roi blanc sur case noire h4 · Cavalier blanc sur case noire e3 · Pion noir sur case blanche f3 · Fou blanc sur case blanche c2 · Pion blanc sur case noire f2 · Dame blanche sur case blanche d1 · Cavalier noir sur case blanche f1 | Fou noir sur case blanche g8 · Cavalier noir sur case noire c7 · Pion noir sur case noire e7 · Pion noir sur case blanche h7 · Tour noire sur case blanche a4 · Roi noir sur case noire f4 · Cavalier blanc sur case blanche g4 · Roi blanc sur case noire h4 · Cavalier blanc sur case noire e3 · Pion noir sur case blanche f3 · Fou blanc sur case blanche c2 · Pion blanc sur case noire f2 · Dame blanche sur case blanche d1 · Cavalier noir sur case blanche f1 | 4 |
| 3 | Fou noir sur case blanche g8 · Cavalier noir sur case noire c7 · Pion noir sur case noire e7 · Pion noir sur case blanche h7 · Tour noire sur case blanche a4 · Roi noir sur case noire f4 · Cavalier blanc sur case blanche g4 · Roi blanc sur case noire h4 · Cavalier blanc sur case noire e3 · Pion noir sur case blanche f3 · Fou blanc sur case blanche c2 · Pion blanc sur case noire f2 · Dame blanche sur case blanche d1 · Cavalier noir sur case blanche f1 | Fou noir sur case blanche g8 · Cavalier noir sur case noire c7 · Pion noir sur case noire e7 · Pion noir sur case blanche h7 · Tour noire sur case blanche a4 · Roi noir sur case noire f4 · Cavalier blanc sur case blanche g4 · Roi blanc sur case noire h4 · Cavalier blanc sur case noire e3 · Pion noir sur case blanche f3 · Fou blanc sur case blanche c2 · Pion blanc sur case noire f2 · Dame blanche sur case blanche d1 · Cavalier noir sur case blanche f1 | Fou noir sur case blanche g8 · Cavalier noir sur case noire c7 · Pion noir sur case noire e7 · Pion noir sur case blanche h7 · Tour noire sur case blanche a4 · Roi noir sur case noire f4 · Cavalier blanc sur case blanche g4 · Roi blanc sur case noire h4 · Cavalier blanc sur case noire e3 · Pion noir sur case blanche f3 · Fou blanc sur case blanche c2 · Pion blanc sur case noire f2 · Dame blanche sur case blanche d1 · Cavalier noir sur case blanche f1 | Fou noir sur case blanche g8 · Cavalier noir sur case noire c7 · Pion noir sur case noire e7 · Pion noir sur case blanche h7 · Tour noire sur case blanche a4 · Roi noir sur case noire f4 · Cavalier blanc sur case blanche g4 · Roi blanc sur case noire h4 · Cavalier blanc sur case noire e3 · Pion noir sur case blanche f3 · Fou blanc sur case blanche c2 · Pion blanc sur case noire f2 · Dame blanche sur case blanche d1 · Cavalier noir sur case blanche f1 | Fou noir sur case blanche g8 · Cavalier noir sur case noire c7 · Pion noir sur case noire e7 · Pion noir sur case blanche h7 · Tour noire sur case blanche a4 · Roi noir sur case noire f4 · Cavalier blanc sur case blanche g4 · Roi blanc sur case noire h4 · Cavalier blanc sur case noire e3 · Pion noir sur case blanche f3 · Fou blanc sur case blanche c2 · Pion blanc sur case noire f2 · Dame blanche sur case blanche d1 · Cavalier noir sur case blanche f1 | Fou noir sur case blanche g8 · Cavalier noir sur case noire c7 · Pion noir sur case noire e7 · Pion noir sur case blanche h7 · Tour noire sur case blanche a4 · Roi noir sur case noire f4 · Cavalier blanc sur case blanche g4 · Roi blanc sur case noire h4 · Cavalier blanc sur case noire e3 · Pion noir sur case blanche f3 · Fou blanc sur case blanche c2 · Pion blanc sur case noire f2 · Dame blanche sur case blanche d1 · Cavalier noir sur case blanche f1 | Fou noir sur case blanche g8 · Cavalier noir sur case noire c7 · Pion noir sur case noire e7 · Pion noir sur case blanche h7 · Tour noire sur case blanche a4 · Roi noir sur case noire f4 · Cavalier blanc sur case blanche g4 · Roi blanc sur case noire h4 · Cavalier blanc sur case noire e3 · Pion noir sur case blanche f3 · Fou blanc sur case blanche c2 · Pion blanc sur case noire f2 · Dame blanche sur case blanche d1 · Cavalier noir sur case blanche f1 | Fou noir sur case blanche g8 · Cavalier noir sur case noire c7 · Pion noir sur case noire e7 · Pion noir sur case blanche h7 · Tour noire sur case blanche a4 · Roi noir sur case noire f4 · Cavalier blanc sur case blanche g4 · Roi blanc sur case noire h4 · Cavalier blanc sur case noire e3 · Pion noir sur case blanche f3 · Fou blanc sur case blanche c2 · Pion blanc sur case noire f2 · Dame blanche sur case blanche d1 · Cavalier noir sur case blanche f1 | 3 |
| 2 | Fou noir sur case blanche g8 · Cavalier noir sur case noire c7 · Pion noir sur case noire e7 · Pion noir sur case blanche h7 · Tour noire sur case blanche a4 · Roi noir sur case noire f4 · Cavalier blanc sur case blanche g4 · Roi blanc sur case noire h4 · Cavalier blanc sur case noire e3 · Pion noir sur case blanche f3 · Fou blanc sur case blanche c2 · Pion blanc sur case noire f2 · Dame blanche sur case blanche d1 · Cavalier noir sur case blanche f1 | Fou noir sur case blanche g8 · Cavalier noir sur case noire c7 · Pion noir sur case noire e7 · Pion noir sur case blanche h7 · Tour noire sur case blanche a4 · Roi noir sur case noire f4 · Cavalier blanc sur case blanche g4 · Roi blanc sur case noire h4 · Cavalier blanc sur case noire e3 · Pion noir sur case blanche f3 · Fou blanc sur case blanche c2 · Pion blanc sur case noire f2 · Dame blanche sur case blanche d1 · Cavalier noir sur case blanche f1 | Fou noir sur case blanche g8 · Cavalier noir sur case noire c7 · Pion noir sur case noire e7 · Pion noir sur case blanche h7 · Tour noire sur case blanche a4 · Roi noir sur case noire f4 · Cavalier blanc sur case blanche g4 · Roi blanc sur case noire h4 · Cavalier blanc sur case noire e3 · Pion noir sur case blanche f3 · Fou blanc sur case blanche c2 · Pion blanc sur case noire f2 · Dame blanche sur case blanche d1 · Cavalier noir sur case blanche f1 | Fou noir sur case blanche g8 · Cavalier noir sur case noire c7 · Pion noir sur case noire e7 · Pion noir sur case blanche h7 · Tour noire sur case blanche a4 · Roi noir sur case noire f4 · Cavalier blanc sur case blanche g4 · Roi blanc sur case noire h4 · Cavalier blanc sur case noire e3 · Pion noir sur case blanche f3 · Fou blanc sur case blanche c2 · Pion blanc sur case noire f2 · Dame blanche sur case blanche d1 · Cavalier noir sur case blanche f1 | Fou noir sur case blanche g8 · Cavalier noir sur case noire c7 · Pion noir sur case noire e7 · Pion noir sur case blanche h7 · Tour noire sur case blanche a4 · Roi noir sur case noire f4 · Cavalier blanc sur case blanche g4 · Roi blanc sur case noire h4 · Cavalier blanc sur case noire e3 · Pion noir sur case blanche f3 · Fou blanc sur case blanche c2 · Pion blanc sur case noire f2 · Dame blanche sur case blanche d1 · Cavalier noir sur case blanche f1 | Fou noir sur case blanche g8 · Cavalier noir sur case noire c7 · Pion noir sur case noire e7 · Pion noir sur case blanche h7 · Tour noire sur case blanche a4 · Roi noir sur case noire f4 · Cavalier blanc sur case blanche g4 · Roi blanc sur case noire h4 · Cavalier blanc sur case noire e3 · Pion noir sur case blanche f3 · Fou blanc sur case blanche c2 · Pion blanc sur case noire f2 · Dame blanche sur case blanche d1 · Cavalier noir sur case blanche f1 | Fou noir sur case blanche g8 · Cavalier noir sur case noire c7 · Pion noir sur case noire e7 · Pion noir sur case blanche h7 · Tour noire sur case blanche a4 · Roi noir sur case noire f4 · Cavalier blanc sur case blanche g4 · Roi blanc sur case noire h4 · Cavalier blanc sur case noire e3 · Pion noir sur case blanche f3 · Fou blanc sur case blanche c2 · Pion blanc sur case noire f2 · Dame blanche sur case blanche d1 · Cavalier noir sur case blanche f1 | Fou noir sur case blanche g8 · Cavalier noir sur case noire c7 · Pion noir sur case noire e7 · Pion noir sur case blanche h7 · Tour noire sur case blanche a4 · Roi noir sur case noire f4 · Cavalier blanc sur case blanche g4 · Roi blanc sur case noire h4 · Cavalier blanc sur case noire e3 · Pion noir sur case blanche f3 · Fou blanc sur case blanche c2 · Pion blanc sur case noire f2 · Dame blanche sur case blanche d1 · Cavalier noir sur case blanche f1 | 2 |
| 1 | Fou noir sur case blanche g8 · Cavalier noir sur case noire c7 · Pion noir sur case noire e7 · Pion noir sur case blanche h7 · Tour noire sur case blanche a4 · Roi noir sur case noire f4 · Cavalier blanc sur case blanche g4 · Roi blanc sur case noire h4 · Cavalier blanc sur case noire e3 · Pion noir sur case blanche f3 · Fou blanc sur case blanche c2 · Pion blanc sur case noire f2 · Dame blanche sur case blanche d1 · Cavalier noir sur case blanche f1 | Fou noir sur case blanche g8 · Cavalier noir sur case noire c7 · Pion noir sur case noire e7 · Pion noir sur case blanche h7 · Tour noire sur case blanche a4 · Roi noir sur case noire f4 · Cavalier blanc sur case blanche g4 · Roi blanc sur case noire h4 · Cavalier blanc sur case noire e3 · Pion noir sur case blanche f3 · Fou blanc sur case blanche c2 · Pion blanc sur case noire f2 · Dame blanche sur case blanche d1 · Cavalier noir sur case blanche f1 | Fou noir sur case blanche g8 · Cavalier noir sur case noire c7 · Pion noir sur case noire e7 · Pion noir sur case blanche h7 · Tour noire sur case blanche a4 · Roi noir sur case noire f4 · Cavalier blanc sur case blanche g4 · Roi blanc sur case noire h4 · Cavalier blanc sur case noire e3 · Pion noir sur case blanche f3 · Fou blanc sur case blanche c2 · Pion blanc sur case noire f2 · Dame blanche sur case blanche d1 · Cavalier noir sur case blanche f1 | Fou noir sur case blanche g8 · Cavalier noir sur case noire c7 · Pion noir sur case noire e7 · Pion noir sur case blanche h7 · Tour noire sur case blanche a4 · Roi noir sur case noire f4 · Cavalier blanc sur case blanche g4 · Roi blanc sur case noire h4 · Cavalier blanc sur case noire e3 · Pion noir sur case blanche f3 · Fou blanc sur case blanche c2 · Pion blanc sur case noire f2 · Dame blanche sur case blanche d1 · Cavalier noir sur case blanche f1 | Fou noir sur case blanche g8 · Cavalier noir sur case noire c7 · Pion noir sur case noire e7 · Pion noir sur case blanche h7 · Tour noire sur case blanche a4 · Roi noir sur case noire f4 · Cavalier blanc sur case blanche g4 · Roi blanc sur case noire h4 · Cavalier blanc sur case noire e3 · Pion noir sur case blanche f3 · Fou blanc sur case blanche c2 · Pion blanc sur case noire f2 · Dame blanche sur case blanche d1 · Cavalier noir sur case blanche f1 | Fou noir sur case blanche g8 · Cavalier noir sur case noire c7 · Pion noir sur case noire e7 · Pion noir sur case blanche h7 · Tour noire sur case blanche a4 · Roi noir sur case noire f4 · Cavalier blanc sur case blanche g4 · Roi blanc sur case noire h4 · Cavalier blanc sur case noire e3 · Pion noir sur case blanche f3 · Fou blanc sur case blanche c2 · Pion blanc sur case noire f2 · Dame blanche sur case blanche d1 · Cavalier noir sur case blanche f1 | Fou noir sur case blanche g8 · Cavalier noir sur case noire c7 · Pion noir sur case noire e7 · Pion noir sur case blanche h7 · Tour noire sur case blanche a4 · Roi noir sur case noire f4 · Cavalier blanc sur case blanche g4 · Roi blanc sur case noire h4 · Cavalier blanc sur case noire e3 · Pion noir sur case blanche f3 · Fou blanc sur case blanche c2 · Pion blanc sur case noire f2 · Dame blanche sur case blanche d1 · Cavalier noir sur case blanche f1 | Fou noir sur case blanche g8 · Cavalier noir sur case noire c7 · Pion noir sur case noire e7 · Pion noir sur case blanche h7 · Tour noire sur case blanche a4 · Roi noir sur case noire f4 · Cavalier blanc sur case blanche g4 · Roi blanc sur case noire h4 · Cavalier blanc sur case noire e3 · Pion noir sur case blanche f3 · Fou blanc sur case blanche c2 · Pion blanc sur case noire f2 · Dame blanche sur case blanche d1 · Cavalier noir sur case blanche f1 | 1 |
|   | a | b | c | d | e | f | g | h |   |

La clé 1.Dd7 menace 2.Df5#. Comme dans l'exemple précédent les Noirs peuvent se défendre en interceptant la Dame blanche, mais deux de ces défenses ont le défaut fatal d'intercepter d'autres pièces : 1...Fe6 intercepte le pion e7 permettant 2.Dxc7# (2...e5 serait possible si le Fou n'était pas en e6) et 1...e6 intercepte le Fou, permettant 2.Dxa4# (2...Fc4 serait possible si le pion n'était pas en e6). L'interception mutuelle entre Fou et Pion sur e6 constitue un Grimshaw avec pion. Plusieurs autres défenses noires non thématiques sont possibles, voir le détail ci-dessous.
1.Dd7 menace 2.Df5#

1...Fe6 2.Dxc7#

1...e6 2.Dxa4#

1...Ce6 2.Cd5#

1...Ta5 2.Dd4#

1...Cxe3 2.fxe3#

1...Cg3 2.fxg3#